# Bolgatanga
Bolgatanga est une ville située dans la région du Haut Ghana oriental, dans le nord du Ghana. Elle est la capitale du district de Bolgatanga municipalité.

## Source
- (en) Cet article est partiellement ou en totalité issu de l’article de Wikipédia en anglais intitulé « Bolgatanga » (voir la liste des auteurs).